# Stortjärnen (Degerfors socken, Västerbotten, 718201-166420)
Stortjärnen är en sjö i Vindelns kommun i Västerbotten och ingår i Umeälvens huvudavrinningsområde. Sjön har en area på 0,145 kvadratkilometer och ligger 219 meter över havet.

## Delavrinningsområde
Stortjärnen ingår i det delavrinningsområde (717887-166506) som SMHI kallar för Mynnar i Vindelälvens vattendragsyta. Medelhöjden är 249 meter över havet och ytan är 52,42 kvadratkilometer. Det finns inga avrinningsområden uppströms utan avrinningsområdet är högsta punkten. Rockbäcken som avvattnar avrinningsområdet har biflödesordning 3, vilket innebär att vattnet flödar genom totalt 3 vattendrag innan det når havet efter 157 kilometer. Avrinningsområdet består mestadels av skog (80 procent) och sankmarker (11 procent). Avrinningsområdet har 1,96 kvadratkilometer vattenytor vilket ger det en sjöprocent på 3,7 procent.